# Jachad (Qumran)
Jachad hebräisch יַחַד jaḥad „Vereinigung, Gemeinschaft“ ist die Selbstbezeichnung einer Gemeinschaft, die hinter einigen Schriftrollen vom Toten Meer steht:
- Damaskusschrift (D)
- Gemeinschaftsregel (S) und verwandte Texte (Sa, Sb)
- Hymnenrolle (H)
- Milchama-Texte (M)
- Kleine liturgische Texte und Pescharim
- Umstritten: unter anderem die Sabbatopferlieder und 4QMMT.

## Jachad als Fachbegriff
Der Begriff Jachad und das Adjektiv jachadisch (englisch: Yahad, Yahadic) haben sich in der Qumranforschung etabliert, weil sie gut geeignet sind, um sich über die Inhalte der oben genannten Texte verständigen zu können, ohne durch Begriffe wie „Essener“, „Sekte“, „Qumrangruppe“ problematische Vorentscheidungen zu treffen.
Ein Beispiel:
Von einem Gemeinschaftsmahl handeln folgende jachadische Texte: die Gemeinschaftsregel 1QS VI 2+8 und die Gemeinderegel 1Q28a II 17–22. Ein Gemeinschaftsmahl der Essener beschreibt Flavius Josephus (Jüdischer Krieg II, 129–133). Und in Chirbet Qumran fand man Speiseräume, eine Geschirrkammer und Tierknochendepots. Da es zwischen den verschiedenen Textquellen und den archäologischen Funden sowohl auffällige Übereinstimmungen als auch Unterschiede gibt, ist es sinnvoll, die Verfasser von 1QS und 1Q28a von den Essenern oder den Bewohnern von Qumran sprachlich unterscheiden zu können.

## Lebensweise des Jachad
Das gemeinschaftliche Leben ordnete sich um gemeinsame Mahlzeiten, die unter Wahrung der Reinheitsvorschriften eingenommen wurden. Für Versammlungen „der Vielen“ (hebräisch רַבִּים), so ein weiter Begriff für die Gemeinschaft, gab es Rangfolgen in der Sitzordnung, zunächst die Priesterschaft, dann die Ältesten und schließlich die übrigen Mitglieder.

## Geschichte
Martin Goodman (2017/2020) sieht den eigentlichen Anfang der Jachad-Gruppierung während des Makkabäeraufstandes in den 160er Jahren v. Chr., wobei sich die (Vorläufer)Gruppierung schon früher, unter der möglichen Führung des Lehrers der Gerechtigkeit, in einer direkten oder symbolisch-übertragenen  Auseinandersetzung mit einem Hohepriester („Frevelpriester“) konstituiert habe.